# 樋場早紀
樋場 早紀（とよば さき、1983年9月7日 - ）は、日本のモデル。
宮城県仙台市出身。スペースクラフト所属。

## 略歴
宮城県第二女子高等学校を経て、青山学院大学文学部英米文学科卒業。兄が1人いる。
大学1年の時に声をかけられ、サロンモデルのアルバイトを始める。20歳の時にスペースクラフトに所属。大学卒業後、本格的にモデルとして活動を開始する。
2017年5月9日、「イーグルスガールデー2017」のイメージガールに就任し、葛岡碧とともに始球式を行った。

## 人物
2020年1月4日、プロサッカー選手の李忠成との結婚を発表。同日に挙式・披露宴を行った。後に離婚した。

## 出演

### 映画
- さらば愛しの大統領（2010年）
- FASHION STORY -Model-（2012年）

### テレビ
- アンニョンハシムニカ・ハングル講座（NHKテレビ版、2007年度）
- コールセンターの恋人（2009年、ABC・テレビ朝日） - 奥村静香 役
- 探偵M（2009年10月28日、日本テレビ）-　ミナミ役
- 東京上級デート（2012年6月20日 ＃12 銀座、2013年12月11日 ＃82 松陰神社、テレビ朝日）

### CM
- ベルクラシック（2005年）
- グリコ BREO（2005年）
- スポーツオーソリティ ランニング篇（2007年）
- ニベア サン プロテクト ウォータージェル（ニベア花王 2007年）
- ニベア サン プロテクト フェイスバランスミルク（2008年）
- トヨタ自動車・プリウス（2009年）
- ロート製薬 obagi (2010年）
- JAL ハワイ編（2010年）
- ライオン　NANOX (2010年）
- Platinum Guild International /中国　(2010年）http://www.preciousplatinum.com.cn/zh-CN/media-center-cn/pt-tv-cn/pt-tv-list-cn.aspx?fid=692
- H.I.S.「わすれない夏 2015」ハワイ篇 (2015年）

### 広告
- JAA
- キヤノンマーケティングジャパン
- 味の素 つやや
- オーネット
- 日本コカコーラ
- ノバルティスファーマ「ゾレア」
- 富士写真フイルム FinePix
- ジョンソン&ジョンソン
- 北洋銀行

他

### 雑誌
- with
- MORE
- BAILA
- oggi
- MAQUIA
- 美的
- 美ST
- CLASSY.
- VoCE
- Domani
- MISS
- Marisol

### イベント
- プロ野球公式戦 東北楽天ゴールデンイーグルス対千葉ロッテマリーンズ戦 始球式（2016年5月4日、楽天Koboスタジアム宮城）[6]
- プロ野球公式戦 東北楽天ゴールデンイーグルス対埼玉西武ライオンズ戦 始球式（2017年5月27日、Koboパーク宮城）- イーグルスガールデー[4]